# Lingua sona
Il Sona è una lingua ausiliaria internazionale creata da Kenneth Searight e descritta in un libro da lui pubblicato nel 1935. Il suo nome in Sona significa "pensiero ausiliario neutrale", e fu scelto per la sua somiglianza alle parole "sonorità" e "suono".
Searight creò il Sona in risposta alle altre lingue ausiliarie artificiali del suo tempo. Secondo lui l'Esperanto era troppo eurocentrico, mentre le lingue a priori come il Solresol erano del tutto inattuabili. Per queste ragioni Searight prese ispirazione da molti linguaggi diversi, soprattutto Inglese e Cinese, e generò la sua lingua eclettica, ma assai regolare e logica.
Il Sona è una lingua agglutinante con una forte tendenza all'isolamento. Fa uso di 375 radicali o radici, basate sui termini originali del thesaurus di Roget. Le idee e frasi vengono composte tramite la giustapposizione di radicali. (Es: ra "uomo" + ko "piccolo" (diminutivo) = rako "bambino")
Il libro di Searight, Sona, un linguaggio ausiliario neutrale (Titolo originale: Sona; an auxiliary neutral language, Londra, K. Paul, Trench, Trubner & Co., Ltd., 1935, LCCN: 35016722) è il solo esempio di questa lingua. 
Esiste una piccola comunità in Internet interessata a far rivivere ed usare il Sona.